# سنکرید
سنکرید (به انگلیسی: Sancreed) یک روستا و محله مدنی در بریتانیا است که در کورنوال واقع شده‌است. سنکرید ۶۴۹ نفر جمعیت دارد.